# 2013–2014-es magyar férfi vízilabda-bajnokság (másodosztály)
A 2013-2014-es OB I/B-t a Magyar Vízilabda-szövetség írta ki 93. alkalommal és 20 csapat részvételével bonyolítja le. A bajnokság 2013. szeptember 13-án rajtolt és 2014. június 28-án ért véget.
A címvédő a KSI SE.

## A bajnokságban szereplő csapatok
| A csoport                                                          | A csoport          | A csoport |
| A csapat neve (a bajnokságban használt neve)                       | A csapat székhelye | 2012–13   |
| ------------------------------------------------------------------ | ------------------ | --------- |
| Angyalföldi Sportiskola és Diáksport Egyesület                     | Budapest           | 14.       |
| Budapesti VSC (BVSC-Zugló)                                         | Budapest           | 2.        |
| Ceglédi Vasutas Sport Egyesület (Ceglédi VSE)                      | Cegléd             | 13.       |
| Eszterházy Károly Főiskola (EKF-Imola)                             | Eger               | OB I 11.  |
| Érd-MAFC                                                           | Érd                | 18.       |
| Hírös Sport Nonprofit Kft.                                         | Kecskemét          | 9.        |
| Honvéd Utánpótlás Vízilabda Sportegyesület (Honvéd Utánpótlás VSE) | Budapest, Kispest  | 6.        |
| PANNERGY-MVLC                                                      | Miskolc            | 11.       |
| Pécsi VSK (PVSK-PSN Zrt.)                                          | Pécs               | 16.       |
| Tatabányai Vízmű Sport Egyesület (Tatabányai VSE)                  | Tatabánya          | 5.        |

| B csoport                                                            | B csoport          | B csoport |
| A csapat neve (a bajnokságban használt neve)                         | A csapat székhelye | 2012–13   |
| -------------------------------------------------------------------- | ------------------ | --------- |
| Bánki Vízisport Egyesület (Bánki VSE)                                | Bánk               | 20.       |
| Csabai Csirkefogók Vízilabda Klub (Csabai Csirkefogók VK)            | Békéscsaba         | 17.       |
| Debreceni Cívis Póló Vízilabda Sportegyesület (Debreceni Cívis PVSE) | Debrecen           | OB II 2.  |
| DEBRECENI EAC (DEAC)                                                 | Debrecen           | 12.       |
| Hódmezővásárhelyi Vízilabda Sport Club (Hódmezővásárhelyi VSC)       | Hódmezővásárhely   | 19.       |
| Kanizsa Vízilabda Sport Egyesület (Kanizsa VSE)                      | Kanizsa            | 4.        |
| Neptun Vízilabda Sport Club (Neptun VSC)                             | Budapest           | 15.       |
| Szegedi Vízipóló Suli                                                | Szeged             | 10.       |
| Szolnoki Vízilabda Sport Klub Kft.                                   | Szolnok            | 8.        |
| Újpest Vízilabda Utánpótlás Sportegyesület (UVSE)                    | Budapest           | 7.        |

## Sorsolás
A sorsolást 2013. augusztus 26-án tartották a Margit-szigeten.

## A bajnokság rendszere
A bajnokságot 20 csapat részvételével rendezik meg, és két fő részből áll: alapszakaszból és az egyes helyezésekről döntő rájátszásból.

### Az alapszakasz
Az alapszakasz A és B csoportban zajlik melynek során a csapatok körmérkőzéses rendszerben, a sorsolás szerinti sorrendben és pályaválasztói joggal egymás ellen két mérkőzést játszanak. A bajnokság őszi és tavaszi szezonból áll. A bajnoki mérkőzések győztes csapatai három pontot kapnak, döntetlen esetén mindkét csapat egy-egy pontot kap. Vereség esetén nem jár pont.
A Magyar Vízilabda-szövetség Versenybizottsága az alábbi dátumokat jelölte ki a fordulóknak:
- 1. forduló: 2013. szeptember 21.
- 2. forduló: 2013. szeptember 28.
- 3. forduló: 2013. október 5.
- 4. forduló: 2013. október 12.
- 5. forduló: 2013. október 19.
- 6. forduló: 2013. október 26.
- 7. forduló: 2013. november 9.
- 8. forduló: 2013. november 16.
- 9. forduló: 2013. november 23.
- 10. forduló: 2014. március 14.
- 11. forduló: 2014. március 22.
- 12. forduló: 2014. március 29.
- 13. forduló: 2014. április 5.
- 14. forduló: 2014. április 12.
- 15. forduló: 2014. április 26.
- 16. forduló: 2014. május 3.
- 17. forduló: 2014. május 10.
- 18. forduló: 2014. május 17.

Az alapszakasz végső sorrendjét a bajnoki mérkőzéseken szerzett pontszámok összege határozza meg. Az első helyen a legtöbb, míg az utolsó, a 14. helyen a legkevesebb pontszámot szerzett egyesület végez. Pontegyenlőség esetén a bajnoki sorrendet az alábbi rendszer szerint határozzák meg:
Két csapat azonos pontszáma esetén
1. az egymás ellen játszott bajnoki mérkőzések pontkülönbsége
2. az egymás ellen játszott bajnoki mérkőzések gólkülönbsége
3. az alapszakaszbeli összes bajnoki mérkőzés gólkülönbsége
4. az alapszakaszbeli összes bajnoki mérkőzésen szerzett több gól
5. sorsolás

Három vagy több csapat azonos pontszáma esetén
1. az azonos pontszámú csapatok egymás elleni eredményéből számított „kisbajnokság” pontkülönbsége
2. azonos pontszám esetén a „kisbajnokság” gólkülönbsége
3. az alapszakaszbeli összes bajnoki mérkőzés gólkülönbsége
4. az alapszakaszbeli összes bajnoki mérkőzésen szerzett több gól
5. sorsolás

### A rájátszás
Az alapszakasz befejeztével az A, B csoportok 1-3., 4-6., 7-10. helyen végzett csapatai 3 csoportban (I-III.) keresztbe játszanak egymással a bajnokság 1-6., 7-12., 13-20. helyezéseinek eldöntéséért. Az 1-3. helyezettek az I. csoportba, a 4-6. helyezettek a II. csoportba, a 7-10. helyezettek a III. csoportba kerülnek. A rájátszásba került csapatok csoportbeli ellenfeleikkel szembeni eredményeiket (pontok és gólok)magukkal hozzák a rájátszásba.

## Az alapszakasz

### A csoport
| #   | Csapat                                         | M  | GY | D | V  | G+ – G– | GK   | P  | Megjegyzések               |
| --- | ---------------------------------------------- | -- | -- | - | -- | ------- | ---- | -- | -------------------------- |
| 1.  | PANNERGY-MVLC                                  | 18 | 17 | 0 | 1  | 263–139 | +124 | 51 | Rájátszás a bajnoki címért |
| 2.  | BVSC-Zugló                                     | 18 | 12 | 1 | 5  | 226–174 | +52  | 37 | Rájátszás a bajnoki címért |
| 3.  | EKF-Imola                                      | 18 | 11 | 1 | 6  | 187–153 | +34  | 34 | Rájátszás a bajnoki címért |
| 4.  | Tatabányai VSE                                 | 18 | 11 | 1 | 6  | 181–168 | +13  | 34 | Rájátszás a 7-12. helyért  |
| 5.  | Honvéd Utánpótlás VSE                          | 18 | 11 | 0 | 7  | 202–169 | +33  | 33 | Rájátszás a 7-12. helyért  |
| 6.  | Ceglédi VSE                                    | 18 | 6  | 2 | 10 | 186–222 | −36  | 20 | Rájátszás a 7-12. helyért  |
| 7.  | Hírös Sport Nonprofit Kft.                     | 18 | 6  | 1 | 11 | 156–179 | −23  | 19 | Rájátszás a 13-20. helyért |
| 8.  | PVSK-PSN Zrt.                                  | 18 | 4  | 2 | 12 | 177–217 | −40  | 14 | Rájátszás a 13-20. helyért |
| 9.  | Angyalföldi Sportiskola és Diáksport Egyesület | 18 | 4  | 0 | 14 | 154–242 | −88  | 12 | Rájátszás a 13-20. helyért |
| 10. | Érd-MAFC Ú                                     | 18 | 3  | 2 | 13 | 163–232 | −69  | 11 | Rájátszás a 13-20. helyért |

Utolsó frissítés: 2014. június 12. 
Forrás: Magyar vízilabda-szövetség 
A rangsorolás alapszabályai: 1. összpontszám, 2. egymás elleni mérkőzések pontkülönbsége, 3. egymás elleni mérkőzések gólkülönbsége, 4. gólkülönbség, 5. szerzett gólok száma, 6. sorsolás.
(B): Bajnokcsapat, (K): Kieső csapat, (F): Feljutó csapat, (I): Kupainduló, (R): A rájátszás győztese, (KGY): Kupagyőztes

### B csoport
| #   | Csapat                             | M  | GY | D | V  | G+ – G– | GK   | P  | Megjegyzések               |
| --- | ---------------------------------- | -- | -- | - | -- | ------- | ---- | -- | -------------------------- |
| 1.  | UVSE                               | 16 | 16 | 0 | 0  | 331–109 | +222 | 48 | Rájátszás a bajnoki címért |
| 2.  | Kanizsa VSE                        | 16 | 12 | 0 | 4  | 226–177 | +49  | 36 | Rájátszás a bajnoki címért |
| 3.  | Neptun VSC                         | 16 | 9  | 2 | 5  | 197–184 | +13  | 29 | Rájátszás a bajnoki címért |
| 4.  | Szegedi Vízipóló Suli              | 16 | 7  | 2 | 7  | 207–206 | +1   | 23 | Rájátszás a 7-12. helyért  |
| 5.  | Szolnoki Vízilabda Sport Klub Kft. | 16 | 7  | 2 | 7  | 193–203 | −10  | 23 | Rájátszás a 7-12. helyért  |
| 6.  | Hódmezővásárhelyi VSC              | 16 | 6  | 2 | 8  | 211–217 | −6   | 20 | Rájátszás a 7-12. helyért  |
| 7.  | Csabai Csirkefogók VK              | 16 | 5  | 0 | 11 | 163–208 | −45  | 15 | Rájátszás a 13-20. helyért |
| 8.  | DEAC                               | 16 | 3  | 1 | 12 | 135–233 | −98  | 10 | Rájátszás a 13-20. helyért |
| 9.  | Debreceni Cívis PVSE Ú             | 16 | 2  | 1 | 13 | 133–259 | −126 | 7  | Rájátszás a 13-20. helyért |
| 10. | Bánki VSE                          | 0  | 0  | 0 | 0  | 0–0     | 0    | 0  | Visszalépett               |

Utolsó frissítés: 2014. június 12. 
Forrás: Magyar vízilabda-szövetség 
A rangsorolás alapszabályai: 1. összpontszám, 2. egymás elleni mérkőzések pontkülönbsége, 3. egymás elleni mérkőzések gólkülönbsége, 4. gólkülönbség, 5. szerzett gólok száma, 6. sorsolás.
(B): Bajnokcsapat, (K): Kieső csapat, (F): Feljutó csapat, (I): Kupainduló, (R): A rájátszás győztese, (KGY): Kupagyőztes

## Eredmények

### A csoport
| Hazai \ Vendég1                                | ASI DSE | BVSC  | CVSE  | EKF   | Érd   | Hírös | Honvéd UVSE | Miskolc | PVSK  | TVSE  |
| Angyalföldi Sportiskola és Diáksport Egyesület |         | 7–16  | 14–10 | 9–8   | 9–14  | 9–12  | 5–17        | 8–22    | 10–8  | 9–12  |
| BVSC-Zugló                                     | 18–11   |       | 19–11 | 14–8  | 15–11 | 10–8  | 12–10       | 7–8     | 10–9  | 15–9  |
| Ceglédi VSE                                    | 14–7    | 10–10 |       | 10–9  | 11–6  | 9–7   | 12–15       | 8–11    | 16–13 | 9–11  |
| EKF-Imola                                      | 13–7    | 12–11 | 13–9  |       | 12–9  | 10–4  | 10–8        | 9–5     | 13–5  | 12–8  |
| Érd-MAFC                                       | 8–11    | 8–13  | 10–10 | 6–14  |       | 11–10 | 9–13        | 7–17    | 9–9   | 15–12 |
| Hírös Sport Nonprofit Kft.                     | 14–10   | 4–11  | 11–7  | 12–9  | 14–7  |       | 5–11        | 8–13    | 8–12  | 5–5   |
| Honvéd Utánpótlás VSE                          | 16–4    | 11–10 | 13–14 | 7–13  | 15–11 | 10–8  |             | 5–8     | 14–7  | 9–11  |
| PANNERGY-MVLC                                  | 17–10   | 23–11 | 24–5  | 8–4   | 22–6  | 12–8  | 17–9        |         | 17–9  | 17–11 |
| PVSK-PSN Zrt.                                  | 13–10   | 5–16  | 19–12 | 11–11 | 17–9  | 7–9   | 8–10        | 9–14    |       | 9–13  |
| Tatabányai VSE                                 | 10–4    | 9–8   | 10–9  | 10–7  | 8–7   | 16–9  | 5–9         | 5–8     | 16–7  |       |

Utolsó felvett mérkőzés dátuma: 2013. június 12. 
Forrás: Magyar Vízilabda-szövetség 
1A hazai csapatok a bal oldali oszlopban szerepelnek.
Színek: Zöld = hazai győzelem; Sárga = döntetlen; Piros = vendéggyőzelem.
 

### B csoport
| Hazai \ Vendég1                               | Csabai CSVK | Debreceni CPVSE | DEAC  | HVSC  | KVSE  | Neptun VSC | SZVSE | SZVSK | UVSE  |
| Csabai Csirkefogók Vízilabda Klub             |             | 10–11           | 15–9  | 12–11 | 6–12  | 11–16      | 14–15 | 13–15 | 9–15  |
| Debreceni Cívis Póló Vízilabda Sportegyesület | 2–9         |                 | 17–14 | 6–8   | 3–20  | 7–10       | 11–15 | 8–15  | 7–23  |
| DEBRECENI EAC                                 | 9–12        | 8–8             |       | 3–24  | 10–18 | 11–8       | 12–6  | 9–14  | 7–22  |
| Hódmezővásárhelyi Vízilabda Sport Club        | 8–10        | 21–10           | 11–16 |       | 19–17 | 8–13       | 18–18 | 20–13 | 8–14  |
| Kanizsa Vízilabda Sport Egyesület             | 19–13       | 26–10           | 5–0   | 20–15 |       | 14–11      | 14–13 | 13–9  | 10–21 |
| Neptun Vízilabda Sport Club                   | 13–7        | 17–9            | 15–7  | 19–9  | 11–10 |            | 12–12 | 11–11 | 8–20  |
| Szegedi Vízipóló Suli                         | 15–9        | 20–9            | 18–9  | 7–14  | 8–10  | 19–14      |       | 16–7  | 12–16 |
| Szolnoki Vízilabda Sport Klub Kft.            | 15–7        | 18–11           | 14–10 | 12–12 | 10–12 | 10–11      | 14–11 |       | 7–18  |
| Újpest Vízilabda Utánpótlás Sportegyesület    | 23–6        | 25–4            | 26–1  | 27–5  | 18–6  | 19–8       | 23–2  | 21–9  |       |

Utolsó felvett mérkőzés dátuma: 2013. június 12. 
Forrás: Magyar Vízilabda-szövetség 
1A hazai csapatok a bal oldali oszlopban szerepelnek.
Színek: Zöld = hazai győzelem; Sárga = döntetlen; Piros = vendéggyőzelem.
 

## A rájátszás

### 1-6. helyért
| #  | Csapat        | M | GY | D | V | DG–KG   | GK  | P  |
| -- | ------------- | - | -- | - | - | ------- | --- | -- |
| 1. | UVSE          | 6 | 6  | 0 | 0 | 151–66  | +85 | 30 |
| 2. | PANNERGY-MVLC | 6 | 3  | 0 | 3 | 94–86   | +8  | 18 |
| 3. | Neptun VSC    | 6 | 4  | 0 | 2 | 99–122  | -23 | 15 |
| 4. | EKF-Imola     | 6 | 4  | 0 | 2 | 93–110  | -17 | 10 |
| 5. | BVSC-Zugló    | 6 | 2  | 0 | 4 | 101–113 | -12 | 9  |
| 6. | Kanizsa VSE   | 6 | 1  | 1 | 4 | 95–130  | -35 | 7  |

### 7-12. helyért
| #  | Csapat                             | M | GY | D | V | DG–KG   | GK  | P  |
| -- | ---------------------------------- | - | -- | - | - | ------- | --- | -- |
| 1. | Tatabányai VSE                     | 6 | 5  | 0 | 1 | 103–89  | +14 | 24 |
| 2. | Hódmezővásárhelyi VSC              | 6 | 3  | 1 | 2 | 130–114 | +16 | 18 |
| 3. | Honvéd Utánpótlás VSE              | 6 | 2  | 1 | 3 | 113–105 | +8  | 13 |
| 4. | Ceglédi VSE                        | 6 | 3  | 0 | 3 | 114–111 | +3  | 12 |
| 5. | Szegedi Vízipóló Suli              | 6 | 2  | 0 | 4 | 112–118 | -6  | 10 |
| 6. | Szolnoki Vízilabda Sport Klub Kft. | 6 | 2  | 0 | 4 | 98–133  | -35 | 10 |

### 13-19. helyért
| #  | Csapat                                         | M | GY | D | V | DG–KG   | GK  | P  |
| -- | ---------------------------------------------- | - | -- | - | - | ------- | --- | -- |
| 1. | PVSK-PSN Zrt.                                  | 6 | 6  | 0 | 0 | 144–102 | +42 | 28 |
| 2. | Hírös Sport Nonprofit Kft.                     | 6 | 5  | 0 | 1 | 140–112 | +28 | 27 |
| 3. | Angyalföldi Sportiskola és Diáksport Egyesület | 6 | 5  | 0 | 1 | 141–127 | +14 | 21 |
| 4. | Csabai Csirkefogók VK                          | 8 | 2  | 1 | 5 | 131–137 | -6  | 16 |
| 5. | Érd-MAFC                                       | 6 | 2  | 1 | 3 | 109–130 | -21 | 14 |
| 6. | Debreceni Cívis PVSE                           | 8 | 1  | 0 | 7 | 110–132 | -22 | 10 |
| 7. | DEAC                                           | 8 | 2  | 0 | 6 | 113–148 | -35 | 7  |

## A bajnokság végeredménye
| #   | Csapat                                         | Megjegyzések         |
| --- | ---------------------------------------------- | -------------------- |
| 1.  | Újpest Vízilabda Utánpótlás Sportegyesület     | Feljutás az OB I-be. |
| 2.  | PANNERGY-MVLC                                  | Osztályozó           |
| 3.  | Neptun Vízilabda Sport Club                    |                      |
| 4.  | EKF-Imola                                      |                      |
| 5.  | BVSC-Zugló                                     |                      |
| 6.  | Kanizsa Vízilabda Sport Egyesület              |                      |
| 7.  | Tatabányai Vízmű Sport Egyesület               |                      |
| 8.  | Hódmezővásárhelyi Vízilabda Sport Club         |                      |
| 9.  | Honvéd Utánpótlás Vízilabda Sportegyesület     |                      |
| 10. | Ceglédi Vasutas Sport Egyesület                |                      |
| 11. | Szegedi Vízipóló Suli                          |                      |
| 12. | Szolnoki Vízilabda Sport Klub Kft.             |                      |
| 13. | PVSK-PSN Zrt.                                  |                      |
| 14. | Hírös Sport Nonprofit Kft.                     |                      |
| 15. | Angyalföldi Sportiskola és Diáksport Egyesület |                      |
| 16. | Csabai Csirkefogók Vízilabda Klub              |                      |
| 17. | Érd-MAFC                                       |                      |
| 18. | Debreceni Cívis Póló Vízilabda Sportegyesület  |                      |
| 19. | DEBRECENI EAC                                  |                      |
| 20. | Bánki Vízisport Egyesület                      | Visszalépett         |

## A góllövőlista élmezőnye
Utolsó frissítés: 2014. május 20., forrás: Magyar Vízilabda-szövetség Archiválva 2019. május 17-i dátummal a Wayback Machine-ben.
|     | Hely | Gól | Játékos            | Csapat                                         |
| --- | ---- | --- | ------------------ | ---------------------------------------------- |
| 1.  |      | 86  | Dávid Zoltán Péter | Újpest Vízilabda Utánpótlás Sportegyesület     |
| 2.  |      | 74  | Polovic Krisztián  | Ceglédi Vasutas Sport Egyesület                |
| 3.  |      | 72  | Soltész Alpár      | Debreceni Cívis Póló Vízilabda Sportegyesület  |
| 4.  |      | 67  | Varga Dániel       | Angyalföldi Sportiskola és Diáksport Egyesület |
| 5.  |      | 66  | Macsi Patrik       | DEBRECENI EAC                                  |
| 6.  |      | 63  | Hangay Róbert      | Szolnoki Vízilabda Sport Klub Kft.             |
| 7.  |      | 61  | Cséplő Tamás       | Honvéd Utánpótlás Vízilabda Sportegyesület     |
| 8.  |      | 59  | Jakab Dániel       | PANNERGY-MVLC                                  |
| 9.  |      | 59  | Jakab Damján       | PANNERGY-MVLC                                  |
| 10. |      | 58  | Kalmár Milán       | Szolnoki Vízilabda Sport Klub Kft.             |